# Chris Lyness
Chris Lyness (né le 2 mai 1980 à Baie-D'Urfé, Québec, Canada) est un joueur professionnel canadien de hockey sur glace.

## Carrière
Il commence sa carrière en 1997 aux Huskies de Rouyn-Noranda en LHJMQ. Il est choisi en 1998 au cours du repêchage d'entrée dans la Ligue nationale de hockey par le Lightning de Tampa Bay en 9e ronde, en 229e position. Il n'a disputé aucun match de LNH. Il passe professionnel en 2001 jouant pour les Everblades de la Floride en ECHL. En 2005, il rejoint le Briançon APHC où il retrouve notamment Edo Terglav qu'il avait connu en Midget AAA aux Lions du Lac Saint-Louis de 1995 à 1997 et aux Rocket de Montréal. Il s'incline en finale de la Coupe de France 2006 contre Dijon. En 2006-2007, il passe une saison en Italie avec le HC Valpellice avant de porter les couleurs des Bulldogs de Odense IK en AL-Bank ligaen. En 2008, il intègre l'effectif du ETC Crimmitschau - Die Eispiraten en 2.bundesliga.

## Statistiques
| Saison    | Équipe                            | Ligue          |    | Saison régulière | Saison régulière | Saison régulière | Saison régulière | Saison régulière |   | Séries éliminatoires | Séries éliminatoires | Séries éliminatoires | Séries éliminatoires | Séries éliminatoires |
| Saison    | Équipe                            | Ligue          | PJ | B                | A                | Pts              | Pun              | PJ               | B | A                    | Pts                  | Pun                  |                      |                      |
| 1997-1998 | Huskies de Rouyn-Noranda          | LHJMQ          | 65 | 2                | 15               | 17               | 100              | 6                | 0 | 1                    | 1                    | 12                   |                      |                      |
| 1998-1999 | Huskies de Rouyn-Noranda          | LHJMQ          | 25 | 3                | 6                | 9                | 49               | -                | - | -                    | -                    | -                    |                      |                      |
| 1998-1999 | Screaming Eagles du Cap-Breton    | LHJMQ          | 42 | 12               | 17               | 29               | 35               | 5                | 0 | 1                    | 1                    | 4                    |                      |                      |
| 1999-2000 | Screaming Eagles du Cap-Breton    | LHJMQ          | 43 | 15               | 29               | 44               | 114              | -                | - | -                    | -                    | -                    |                      |                      |
| 1999-2000 | Remparts de Québec                | LHJMQ          | 26 | 5                | 13               | 18               | 30               | 11               | 1 | 6                    | 7                    | 4                    |                      |                      |
| 2000-2001 | Rocket de Montréal                | LHJMQ          | 35 | 18               | 40               | 58               | 46               | -                | - | -                    | -                    | -                    |                      |                      |
| 2000-2001 | Foreurs de Val-d'Or               | LHJMQ          | 31 | 10               | 32               | 42               | 46               | 21               | 7 | 14                   | 21                   | 50                   |                      |                      |
| 2001-2002 | Université Concordia              | SIC            | 12 | 0                | 11               | 11               | 26               | -                | - | -                    | -                    | -                    |                      |                      |
| 2001-2002 | Everblades de la Floride          | ECHL           | 17 | 0                | 1                | 1                | 19               | -                | - | -                    | -                    | -                    |                      |                      |
| 2002-2003 | Prédateurs de Granby              | LHSPQ          | 46 | 14               | 33               | 47               | 29               | 3                | 1 | 2                    | 3                    | 0                    |                      |                      |
| 2003-2004 | Prédateurs de Granby              | LHSMQ          | 50 | 10               | 45               | 55               | 65               | -                | - | -                    | -                    | -                    |                      |                      |
| 2004-2005 | Dragons de Verdun                 | LNAH           | 13 | 0                | 3                | 3                | 12               | -                | - | -                    | -                    | -                    |                      |                      |
| 2004-2005 | Cousin de Saint-Hyacinthe         | LNAH           | 42 | 7                | 26               | 33               | 36               | 5                | 1 | 4                    | 5                    | 0                    |                      |                      |
| 2005-2006 | Diables Rouges de Briançon        | Ligue Magnus   | 26 | 6                | 7                | 13               | 93               | 3                | 0 | 0                    | 0                    | 33                   |                      |                      |
| 2006-2007 | HC Valpellice                     | Série A2       | 28 | 8                | 35               | 43               | 68               | 13               | 2 | 12                   | 14                   | 20                   |                      |                      |
| 2007-2008 | Bulldogs de Odense IK             | AL-Bank ligaen | 43 | 4                | 15               | 19               | 68               | 11               | 2 | 0                    | 2                    | 18                   |                      |                      |
| 2008-2009 | ETC Crimmitschau - Die Eispiraten | 2.bundesliga   | 41 | 5                | 20               | 25               | 80               | -                | - | -                    | -                    | -                    |                      |                      |
| 2009-2010 | HC Merano                         | Série A2       | 33 | 8                | 20               | 28               | 54               | 8                | 2 | 1                    | 3                    | 37                   |                      |                      |

## Évolution en Ligue Magnus
- Premier match : le 10 septembre 2005 contre le Mont-Blanc.
- Premier point : le 10 septembre 2005 contre le Mont-Blanc.
- Première assistance : le 17 septembre 2005 à Chamonix.
- Premier but : le 10 septembre 2005 contre le Mont-Blanc.
- Plus grand nombre de points en un match : 3, le 10 septembre 2005 contre le Mont-Blanc.
- Plus grand nombre de buts en un match : 3, le 10 septembre 2005 contre le Mont-Blanc.
- Plus grand nombre d'assistances en un match : 1, à plusieurs reprises.